# Dekanat Puck
Dekanat Puck – jeden z 24 dekanatów katolickich archidiecezji gdańskiej, obejmujący obszar części gminy Puck oraz miasta Puck. Dziekanem od 2 lipca 2023 jest ks. kan. mgr Adam Zdrojewski – proboszcz parafii Narodzenia Najświętszej Maryi Panny w Swarzewie.

## Parafie
W skład dekanatu wchodzi 8 parafii:
1. Parafia św. Apostołów Piotra i Pawła w Pucku – Puck, ul. ks. Judyckiego 4
2. Parafia św. Faustyny Kowalskiej w Pucku – Puck, ul. Swarzewska 84
3. Parafia Narodzenia Najświętszej Maryi Panny w Swarzewie – Swarzewo, ul. ks. Pronobisa 6
4. Parafia św. Jakuba Apostoła i św. Mikołaja w Mechowie – Mechowo, ul. Cystersów 15
5. Parafia św. Marcina w Łebczu – Łebcz, ul. ks. Wielewskiego 2
6. Parafia św. Marii Magdaleny w Strzelnie – Strzelno, ul. Kasztanowa 6
7. Parafia Najświętszego Serca Pana Jezusa w Żelistrzewie – Żelistrzewo, ul. Kasztanowa 2
8. Parafia św. Aniołów Stróżów w Mrzezinie – Mrzezino, ul. Pucka 4

## Kościół filialny
- Parafia św. Faustyny Kowalskiej w Pucku
  - Kościół filialny św. Jana Chrzciciela – Sławutowo

## Sąsiednie dekanaty
Gdynia Oksywie, Morski, Reda, Żarnowiec, Wejherowo